# Vyšný Kručov
Vyšný Kručov é um município da Eslováquia, situado no distrito de Bardejov, na região de Prešov. Tem 3,96 km² de área e sua população em 2018 foi estimada em 156 habitantes.

## Demografia
| Ano:        | 1994 | 2004   | 2014 | 2024   |
| ----------- | ---- | ------ | ---- | ------ |
| Broj ljudi: | 153  | 151    | 151  | 150    |
| Razlika:    |      | -1,30% | +0%  | -0,66% |

| Ano:               | 2023 | 2024   |
| ------------------ | ---- | ------ |
| Número de pessoas: | 153  | 150    |
| Diferença:         |      | -1,96% |